# Astragalus praelongus
Astragalus praelongus är en ärtväxtart som beskrevs av Edmund Perry Sheldon. Astragalus praelongus ingår i släktet vedlar, och familjen ärtväxter.

## Underarter
Arten delas in i följande underarter:
- A. p. ellisiae
- A. p. lonchopus
- A. p. praelongus

## Bildgalleri

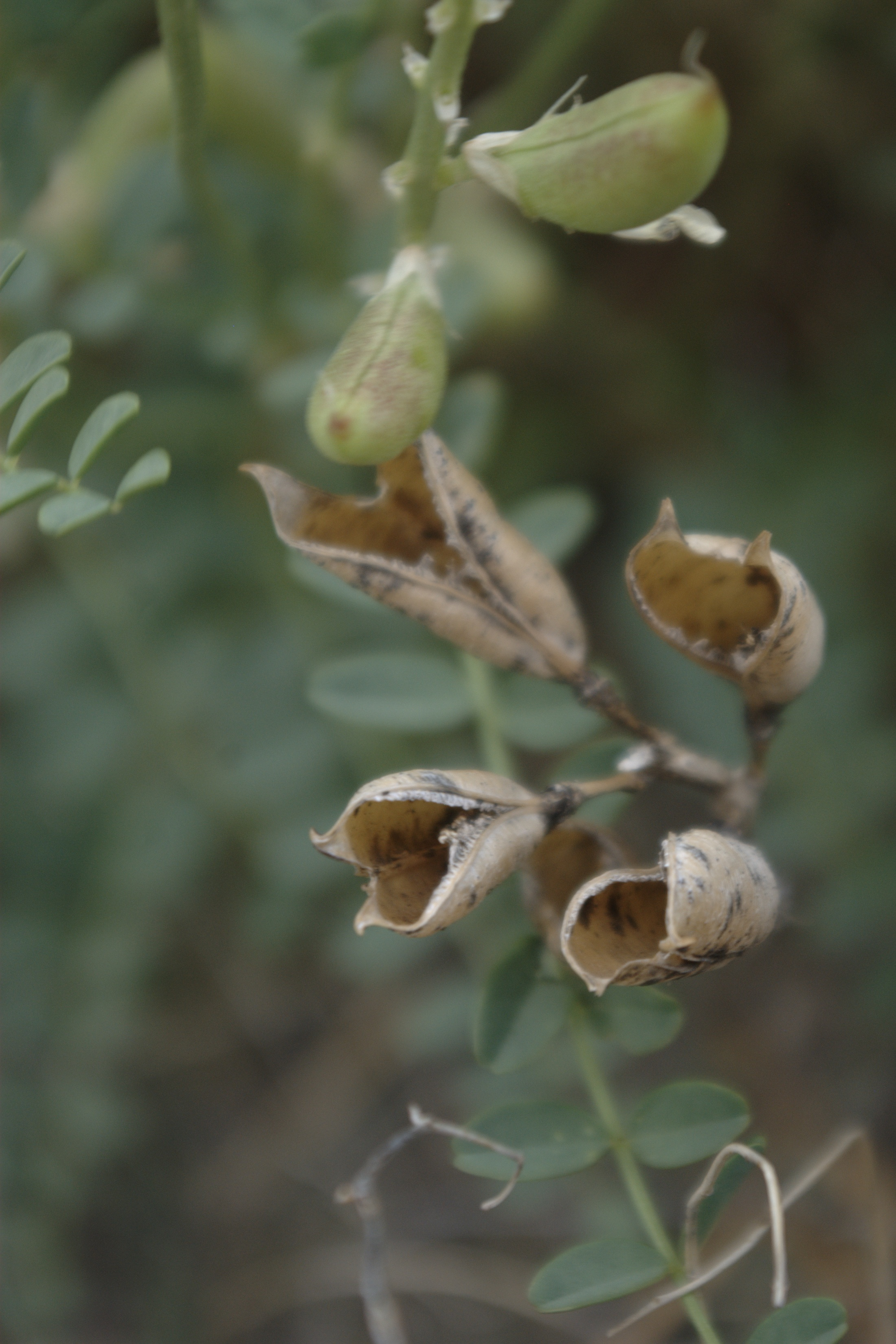
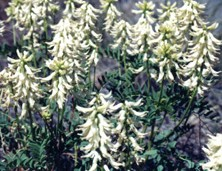